# Азас (плато)
Аза́с — вулканическое поле, расположенное на юге Восточной Сибири в республике Тыва, Россия.
Пологий рельеф вулканического плато занимает площадь около 2000 км². Поверхность расчленена широкими долинами, которые сформировались в послеледниковый период. Вулканическое поле состоит большей частью из щитовых вулканов, которых насчитывается более десятка, шлаковых конусов, вулканических конусов, кратеров и единственного стратовулкана Шивит-Тайга (2765 м), который является высшей точкой плато. Последние извержения вулканов относят к периоду голоцена. Долины Азаса усеяна гранитными валунами, и застывшими базальтовыми потоками. Довольно хорошо сохранившиеся потоки лавы можно наблюдать у истоков реки Бий-Хема. Вулканическая деятельность видимо происходила и в современный период, так как местная активность вулкана связана с мифологией аборигенного населения.